# Musée national d'histoire et d'art de la Nouvelle Jérusalem
 (mai 2024).
Si vous disposez d'ouvrages ou d'articles de référence ou si vous connaissez des sites web de qualité traitant du thème abordé ici, merci de compléter l'article en donnant les références utiles à sa vérifiabilité et en les liant à la section « Notes et références ».
Le musée national d'histoire et d'art de la Nouvelle Jérusalem (en russe : Государственный историко-художественный музей «Новый Иерусалим est un musée d'histoire et d'art de la ville d'Istra, le plus spacieux de l'oblast de Moscou.

## Histoire
Sa création en 1920 et son fonctionnement sont étroitement liés au Monastère de la Nouvelle Jérusalem créé au XVIIe siècle.

## Description
C'est un des plus grands musées de Russie. Le bâtiment dans lequel il est installé a été construit suivant les règles de la construction durable et offre plus de 10 000 m2 d'espace d'exposition.

## Collections
Les collections du musée représentent plus de 180 000 unités parmi lesquelles des matériaux archéologiques et ethnographiques, des sources écrites et photographiques de manuscrits et de livres rares, de la numismatique , des armes, des matériaux russes et étrangers de différentes époques  (iconographie, couture, peinture, graphisme, arts décoratifs du XVIe siècle ay XXIe siècle).
Le contenu des collections est un reflet du développement historique et culturel de la région de Moscou. Les collections comprennent également des reliques uniques liées à l'histoire du monastère de la Nouvelle Jérusalem et à la personnalité de son fondateur, le patriarche de Moscou et de toute la Rus' Nikon (1605-1681). En plus des expositions permanentes, le musée accueille aussi des expositions temporaires sur des sujets précis. Son espace moderne est complété  par de la technologie multimédiatique.